# Резолюция Совета Безопасности ООН 874
Резолюция № 874. Третья по счету резолюция Совета Безопасности ООН принятая со времени начала армяно-азербайджанского конфликта. Была единогласно принята Советом Безопасности ООН 14 октября 1993 года на 3292-м заседании, в разгар военных действий в Нагорном Карабахе. Азербайджанской и армянской сторонами не был выполнен ни один из пунктов резолюции. Кроме того основную ответственность за невыполнение указаний резолюции, по словам Владимира Казимирова, несет на себе Азербайджан, который, в отличие от армянской стороны, уклонялся от главного и первоочередного требования резолюции — незамедлительного прекращения боевых действий. По мнению Казимирова, выборочная и тенденциозная интерпретация ссылок на резолюции Совета Безопасности ООН по Карабаху занимали особое место в пропаганде официального Баку.

## Текст Резолюции
Совет Безопасности,

подтверждая свои резолюции 822 (1993) от 30 апреля 1993 года и 853 (1993) от 29 июля 1993 года и ссылаясь на заявление, зачитанное Председателем Совета Безопасности от имени Совета 18 августа 1993 года1,
рассмотрев письмо Председателя Минской конференции Совещания по безопасности и сотрудничеству в Европе по Нагорному Карабаху от 1 октября 1993 года на имя Председателя Совета Безопасности2,

выражая свою серьёзную озабоченность тем, что продолжение конфликта в нагорно-карабахском регионе Азербайджанской Республики и вокруг него и сохранение напряженности в отношениях между Республикой Арменией и Азербайджанской Республикой создали бы угрозу миру и безопасности в регионе,

отмечая встречи на высоком уровне, прошедшие в Москве 8 октября 1993 года, и выражая надежду на то, что они будут способствовать улучшению ситуации и мирному урегулированию конфликта,

вновь подтверждая суверенитет и территориальную целостность Азербайджана и всех других государств в регионе,

вновь подтверждая также нерушимость международных границ и недопустимость применения силы для приобретения территории,

вновь выражая свою серьёзную обеспокоенность в связи со страданиями людей, вызванными конфликтом, и чрезвычайной гуманитарной ситуацией в регионе и выражая, в частности, свою серьёзную обеспокоенность в связи с перемещением большого числа гражданских лиц в Азербайджане,

1. призывает заинтересованные стороны сделать эффективным и постоянным прекращение огня, установленное в результате прямых контактов, предпринимаемых при содействии правительства Российской Федерации в поддержку Минской группы Совещания по безопасности и сотрудничеству в Европе;

2. вновь заявляет о своей полной поддержке мирного процесса, осуществляемого в рамках Совещания по безопасности и сотрудничеству в Европе, а также неустанных усилий Минской группы;

3. приветствует и рекомендует вниманию сторон «Обновленный график неотложных мер по осуществлению резолюций 822 (1993) и 853 (1993) Совета Безопасности3», подготовленный 28 сентября 1993 года на совещании Минской группы и представленный заинтересованным сторонам Председателем Группы при всесторонней поддержке девяти других членов этой Группы, и призывает стороны принять его;

4. выражает убежденность в том, что все другие нерешенные вопросы, вытекающие из конфликта и не рассмотренные непосредственно в «Обновленном графике», следует быстро решить в рамках мирных переговоров в контексте минского процесса;

5. призывает к незамедлительному осуществлению взаимных и неотложных мер, предусматриваемых в «Обновленном графике» Минской группы, включая вывод сил с недавно оккупированных территорий и устранение всех препятствий для коммуникаций и транспорта;

6. призывает также к скорому созыву Минской конференции в целях достижения урегулирования конфликта путём переговоров, как предусматривается в «Обновленном графике», в соответствии с мандатом Совета министров Совещания по безопасности и сотрудничеству в Европе от 24 марта 1992 года;

7. просит Генерального секретаря положительно откликнуться на предложение направить представителя для участия в Минской конференции и оказать всю возможную помощь для проведения переговоров по существу вопроса после открытия Конференции;

8. поддерживает сформированную Совещанием по безопасности и сотрудничеству в Европе миссию по наблюдению;

9. призывает все стороны воздерживаться от всех нарушений международного гуманитарного права и возобновляет свой призыв, содержащийся в резолюциях 822 (1993) и 853 (1993), обеспечить беспрепятственное осуществление международной деятельности по оказанию гуманитарной помощи во всех районах, затронутых конфликтом;

10. настоятельно призывает все государства в регионе воздерживаться от любых враждебных актов и от любого вмешательства или вторжения, которые привели бы к разрастанию конфликта и подорвали бы мир и безопасность в регионе;

11. просит Генерального секретаря и соответствующие международные учреждения предоставить чрезвычайную гуманитарную помощь пострадавшему гражданскому населению и помочь беженцам и перемещенным лицам вернуться в свои дома с достоинством и в условиях безопасности;

12. просит Генерального секретаря, действующего Председателя Совещания по безопасности и сотрудничеству в Европе и Председателя Минской конференции продолжать представлять Совету доклады о ходе минского процесса и по всем аспектам ситуации на месте, а также о нынешнем и будущем сотрудничестве между Совещанием по безопасности и сотрудничеству в Европе и Организацией Объединенных Наций в этой связи;

13. постановляет продолжать активно заниматься этим вопросом.

Принята единогласно на 3292-м заседании.

1. S/26326.

2. Официальные отчеты Совета Безопасности, сорок восьмой год, Дополнение за октябрь, ноябрь и декабрь 1993 года, документ S/26522.

3. Там же, документ S/26522, приложение.

## Голосование
Голосовали за: Бразилия, Кабо-Верде, Китай. Джибути, Франция, Венгрия, Япония. Марокко. Новая Зеландия, Пакистан, Российская Федерация, Испания, Соединенное Королевство Великобритании и Северной Ирландии, Соединенные Штаты Америки, Венесуэла.

ПРЕДСЕДАТЕЛЬ (говорит по-английски): В поддержку проекта резолюции проголосовали 15 стран. Проект резолюции принимается единогласно как резолюция 874 (1993).